# Česká 2. Liga Amerického Fotbalu 2017
La Česká 2. Liga Amerického Fotbalu 2017 è la 12ª edizione del campionato di football americano di secondo livello, organizzato dalla ČAAF.

## Squadre partecipanti
| Club                  | Città          | Stadio | Sponsor ufficiale | Risultato nella stagione 2016 |
| --------------------- | -------------- | ------ | ----------------- | ----------------------------- |
| Brno Alligators       | Brno           |        |                   |                               |
| Brno Sigrs            | Brno           |        |                   |                               |
| Pilsen Patriots       | Plzeň          |        |                   |                               |
| Prague Hippos         | Praga          |        |                   |                               |
| Ústí nad Labem Blades | Ústí nad Labem |        |                   |                               |

## Stagione regolare

### Calendario

#### 1ª giornata
| Brno 14 aprile 2017, ore 14:00 | Brno Sigrs | 21 – 21 (0-0 13-0 0-7 8-14) referto | Brno Alligators | Sportovní areá Ondreje Sekory (273 spett.)\| Arbitro: \| Rybář \| |
| Arbitro:                       | Rybář      |                                     |                 |                                                                   |

| Plzeň 15 aprile 2017, ore 14:00 | Pilsen Patriots | 10 – 22 (0-8 0-8 10-0 0-6) referto | Ústí nad Labem Blades | Bolevec (100 spett.)\| Arbitro: \| Hubálek \| |
| Arbitro:                        | Hubálek         |                                    |                       |                                               |

#### 2ª giornata
| Praga 22 aprile 2017, ore 11:00 | Prague Hippos | 21 – 31 (6-0 7-7 8-14 0-10) referto | Pilsen Patriots | Motorlet (150 spett.)\| Arbitro: \| Hubálek \| |
| Arbitro:                        | Hubálek       |                                     |                 |                                                |

| Brno 22 aprile 2017, ore 14:00 | Brno Alligators | 62 – 12 (10-6 20-6 18-0 14-0) referto | Ústí nad Labem Blades | Sportovní areá Ondreje Sekory (110 spett.)\| Arbitro: \| Dvořáček \| |
| Arbitro:                       | Dvořáček        |                                       |                       |                                                                      |

#### 3ª giornata
| Ústí nad Labem 30 aprile 2017, ore 14:00 | Ústí nad Labem Blades | 28 – 47 (8-8 6-7 0-18 14-14) referto | Brno Sigrs | Olšinky (547 spett.)\| Arbitro: \| Haza \| |
| Arbitro:                                 | Haza                  |                                      |            |                                            |

#### 4ª giornata
| Plzeň 6 maggio 2017, ore 14:00 | Pilsen Patriots | 7 – 45 (0-21 0-14 0-7 7-3) referto | Brno Alligators | Bolevec (125 spett.)\| Arbitro: \| Malý \| |
| Arbitro:                       | Malý            |                                    |                 |                                            |

| Praga 6 maggio 2017, ore 15:00 | Prague Hippos | 20 – 62 (7-14 7-21 0-13 6-14) referto | Brno Sigrs | Motorlet (132 spett.)\| Arbitro: \| Janhuba \| |
| Arbitro:                       | Janhuba       |                                       |            |                                                |

#### 5ª giornata
| Brno 14 maggio 2017, ore 14:00 | Brno Sigrs | 42 – 7 (14-7 8-0 7-0 13-0) referto | Pilsen Patriots | Sportovní areá Ondreje Sekory (213 spett.)\| Arbitro: \| Kroulík \| |
| Arbitro:                       | Kroulík    |                                    |                 |                                                                     |

| Ústí nad Labem 14 maggio 2017, ore 16:00 | Ústí nad Labem Blades | 28 – 13 (8-7 8-6 0-0 12-0) referto | Prague Hippos | Olšinky (219 spett.)\| Arbitro: \| Koller \| |
| Arbitro:                                 | Koller                |                                    |               |                                              |

#### Recuperi 1
| Brno 21 maggio 2017, ore 14:00 | Brno Alligators | 47 – 7 (7-0 21-7 6-0 13-0) referto | Prague Hippos | Sportovní areá Ondreje Sekory (162 spett.)\| Arbitro: \| Haza \| |
| Arbitro:                       | Haza            |                                    |               |                                                                  |

#### 6ª giornata
| Plzeň 27 maggio 2017, ore 14:00 | Pilsen Patriots | 28 – 35 (14-7 7-14 0-7 7-7) referto | Brno Sigrs | Bolevec (90 spett.)\| Arbitro: \| Hubálek \| |
| Arbitro:                        | Hubálek         |                                     |            |                                              |

| Ústí nad Labem 28 maggio 2017, ore 14:00 | Ústí nad Labem Blades | 26 – 48 (6-7 6-14 8-13 6-14) referto | Brno Alligators | Olšinky (382 spett.)\| Arbitro: \| Malý \| |
| Arbitro:                                 | Malý                  |                                      |                 |                                            |

#### 7ª giornata
| Brno 3 giugno 2017, ore 14:00 | Brno Sigrs | 27 – 12 (7-0 6-12 7-0 7-0) referto | Ústí nad Labem Blades | Sportovní areá Ondreje Sekory (153 spett.)\| Arbitro: \| Gazdík \| |
| Arbitro:                      | Gazdík     |                                    |                       |                                                                    |

| Čelákovice 4 giugno 2017, ore 14:00 | Prague Hippos | 7 – 55 (0-14 0-21 7-14 0-6) referto | Brno Alligators | (97 spett.)\| Arbitro: \| Frehar \| |
| Arbitro:                            | Frehar        |                                     |                 |                                     |

#### 8ª giornata
| Plzeň 10 giugno 2017, ore 14:00 | Pilsen Patriots | 45 – 0 (6-0 33-0 6-0 0-0) referto | Prague Hippos | Bolevec (86 spett.)\| Arbitro: \| Janhuba \| |
| Arbitro:                        | Janhuba         |                                   |               |                                              |

| Brno 10 giugno 2017, ore 18:00 | Brno Alligators | 21 – 40 (0-7 7-7 6-14 8-12) referto | Brno Sigrs | Sportovní areá Ondreje Sekory (380 spett.)\| Arbitro: \| Gazdík \| |
| Arbitro:                       | Gazdík          |                                     |            |                                                                    |

#### 9ª giornata
| Praga 17 giugno 2017, ore 15:00 | Prague Hippos | 13 – 45 (0-12 7-0 0-14 6-19) referto | Ústí nad Labem Blades | Motorlet (95 spett.)\| Arbitro: \| Malý \| |
| Arbitro:                        | Malý          |                                      |                       |                                            |

| Brno 17 giugno 2017, ore 16:00 | Brno Alligators | 44 – 41 (0-7 16-12 20-8 8-14) referto | Pilsen Patriots | Sportovní areá Ondreje Sekory (127 spett.)\| Arbitro: \| Polák \| |
| Arbitro:                       | Polák           |                                       |                 |                                                                   |

#### 10ª giornata
| Brno 24 giugno 2017, ore 16:00 | Brno Sigrs | 44 – 34 (23-6 7-6 14-6 0-16) referto | Prague Hippos | Sportovní areá Ondreje Sekory (170 spett.)\| Arbitro: \| Gazdík \| |
| Arbitro:                       | Gazdík     |                                      |               |                                                                    |

| Ústí nad Labem 25 giugno 2017, ore 14:00 | Ústí nad Labem Blades | 6 – 41 (0-14 6-7 0-14 0-6) referto | Pilsen Patriots | Olšinky (435 spett.)\| Arbitro: \| Šimon \| |
| Arbitro:                                 | Šimon                 |                                    |                 |                                             |

### Classifica
La classifica della regular season è la seguente:
- PCT = percentuale di vittorie, G = partite giocate, V = partite vinte,  P = partite perse, PF = punti fatti, PS = punti subiti

| Pos. | Squadra               | PCT  | G | V | N | P | PF  | PS  |
| ---- | --------------------- | ---- | - | - | - | - | --- | --- |
| 1    | Brno Sigrs            | .938 | 8 | 7 | 1 | 0 | 311 | 171 |
| 2    | Brno Alligators       | .813 | 8 | 6 | 1 | 1 | 307 | 161 |
| 3    | Pilsen Patriots       | .375 | 8 | 3 | 0 | 5 | 200 | 212 |
| 4    | Ústí nad Labem Blades | .375 | 8 | 3 | 0 | 5 | 179 | 246 |
| 5    | Prague Hippos         | .000 | 8 | 0 | 0 | 8 | 115 | 322 |

## XII Silver Bowl
| Brno 9 luglio 2017, ore 18:00 | Brno Sigrs | 31 – 38 (3-0 21-24 0-0 7-14) referto | Brno Alligators | Sportovní areá Ondreje Sekory (1012 spett.)\| Arbitro: \| Gazdík \| |
| Arbitro:                      | Gazdík     |                                      |                 |                                                                     |

## Verdetti
- Brno Alligators Vincitori della Česká 2. Liga Amerického Fotbalu 2017